# María Nsué Angüe
María Nsué Angüe   (Ebebiyín i Bidjabidjan, 1945 - Malabo, 18 de gener de 2017) va ser una escriptora equatoguineana.

## Biografia
Nascuda en una família de l'ètnia fang, va emigrar amb els seus pares a Espanya quan només comptava vuit anys. A Espanya va realitzar els seus estudis i va iniciar la seva carrera literària. De retorn al seu país, va treballar en el ministeri d'Informació Premsa i Ràdio de Guinea Equatorial. Contínua vivint a Guinea Equatorial, on escriu contes per a nois. Té diversos manuscrits sense publicar. La seva novel·la Ekomo va guanyant popularitat entre els estudiosos i acadèmics per la seva escriptura cuidada, poètica en què s'entrellacen els diferents mons que convergeixen el la societat equatoguineana.
La seva obra més important és Ekomo, la primera novel·la publicada per una dona equatoguineana, on narra la història d'una dona fang que, a la mort del seu marit, s'atreveix a trencar amb certs tabús de la societat africana. Ha escrit també relats curts, articles i poemes. Temes freqüents en la seva obra són l'opressió de la dona i la societat africana postcolonial. Part de la seva obra pren la seva inspiració de la literatura popular fang. Nsue Angue va ser escriptora equatoguineana de fama internacional, sobretot a Europa i Amèrica Llatina.

## Obres
- Ekomo, Madrid, UNED, 1985. ISBN 84-362-1974-0
- Delirios, Malabo, Centro Cultural Hispano Guineano, 1991.
- Cuentos de la Vieja Noa, Malabo, Centro Cultural Hispano Guineano, 1999.